# 신지수 (1985년)
신지수(1985년 10월 28일~)는 대한민국의 배우 겸 가수이다.

## 학력
- 1992년 ~ 1998년 서울양재초등학교
- 1998년 ~ 2001년 석촌중학교
- 2001년 ~ 2004년 명일여자고등학교
- 2004년 ~ 한양대학교 연극영화과

## 경력
- 2007년 서울메트로 홍보대사
- 2010년 ~ 2011년 그룹 디헤븐 멤버

## 생애
2010년부터 이듬해까지 여성 3인조 그룹 디헤븐의 멤버였다. 딸의 출생 직전 《덕이》 아역 동기인 이정윤과 함께 평창 올림픽 폐막식 참석을 권유 받았으나 거절했다.

## 연기 활동

### 텔레비전 드라마
| 연도 | 방송사  | 제목                                  | 배역            | 비고               |
| ---- | ------- | ------------------------------------- | --------------- | ------------------ |
| 1998 | EBS 1TV | 사랑한다는 것은                       |                 |                    |
| 1998 | MBC     | 남자 셋 여자 셋                       |                 |                    |
| 1998 | SBS     | LA아리랑                              |                 |                    |
| 1998 | KBS 1TV | 왕과 비                               | 공혜왕후 한씨   | 186부작            |
| 1999 | KBS 2TV | 어린 왕자                             | 연희            | 66부작             |
| 2000 | MBC     | 세 친구                               |                 |                    |
| 2000 | SBS     | 덕이                                  | 어린 정귀덕     | 김현주 아역 74부작 |
| 2000 | MBC     | 뉴 논스톱                             |                 |                    |
| 2001 | KBS 2TV | 여자는 왜?                            | 김지수          | 152부작            |
| 2002 | KBS 2TV | 고독                                  | 조정아          | 20부작             |
| 2003 | MBC     | MBC 베스트극장 - 나나, J를 만나다     | 나나            | 1부작              |
| 2003 | MBC     | MBC 베스트극장 - 이은성, 홍세진       | 이은성 / 홍세진 | 1부작              |
| 2003 | KBS 2TV | 장미 울타리                           | 김경미          | 113부작            |
| 2003 | SBS     | 왕의 여자                             |                 | 42부작             |
| 2005 | MBC     | MBC 베스트극장 - 가리봉 오션스 일레븐 | 은수            | 1부작              |
| 2006 | KBS 2TV | 소문난 칠공주                         | 나종칠          | 80부작             |
| 2007 | SBS     | 아들찾아 삼만리                       | 나정민          | 21부작             |
| 2010 | SBS     | 제중원                                | 낭랑            | 36부작             |
| 2010 | SBS     | 세 자매                               | 박진숙          | 123부작            |
| 2011 | SBS     | 여인의 향기                           | 양희주          | 16부작             |
| 2012 | KBS 2TV | 빅                                    | 이애경          | 16부작             |
| 2013 | TvN     | 환상거탑                              | 박현진          | 8부작              |
| 2015 | KBS 2TV | 복면검사                              | 조연지          | 16부작             |

### 영화
| 연도 | 제목               | 배역     | 비고      |
| ---- | ------------------ | -------- | --------- |
| 2003 | 쇼쇼쇼             | 여고생 1 | 우정 출연 |
| 2005 | 초승달과 밤배      | 화양     |           |
| 2010 | 귀 - 내곁에 있어줘 | 소영     |           |
| 2013 | 히어로             | 민희     |           |
| 2014 | 레드카펫           | 딸기     |           |
| 2016 | 프랑스 영화처럼    | 은소     |           |
| 2021 | 사라센의 칼        | 윤아     |           |

## 연기 외 활동

### 텔레비전 프로그램
- 2012년 SBS 《설특집 스타 애정촌》 - 여자 3호

### 뮤직비디오
- 2000년 조성모 - 〈아시나요〉
- 2008년 서영은 - 〈하하 괜찮아〉
- 2010년 디헤븐 - 〈모르는 사람처럼〉

### 광고
- 세진컴퓨터랜드
- 조흥은행 PR
- 오뚜기 3분 카레
- 쥬쥬인형
- 서울우유
- 매일유업 롱거트
- 나라비전 깨비메일
- 농심켈로그 첵스 초코
- 존슨앤드존슨
- 오리온 고래밥
- 제네시스 BBQ 치킨

## 수상
- 2000년 SBS 연기대상 아역상 (덕이)
- 2002년 KBS 연기대상 청소년 연기상 (고독)